# Hideki Fujii
Hideki Fujii (Tokyo, 28 agosto 1934 – 3 maggio 2010) è stato un fotografo giapponese.

## Biografia
Hideki Fujii iniziò ad interessarsi alla fotografia quando un giorno, dopo la scuola, fu casualmente testimone di un grande incendio in un rinomato cinema nelle vicinanze del suo liceo, scattando una fotografia che fu successivamente pubblicata sul giornale Asahi Newspaper. Quell'episodio fu decisivo per la sua scelta di diventare fotografo professionista. Durante gli studi in fotografia all'università lavorò come assistente del fotografo di fama Shotaro Akiyama, diventando il suo discepolo di maggior successo. Dopo aver appreso con Akiyama la fotografia di moda nello studio Fujin Seikatsu-sha, e quella commerciale nel Nihon Design Center, Fujii fece il grande salto verso la notorietà con la campagna Max Factor, divenendo un fotografo di prestigio, specializzato in ritratti di attrici, di moda e in fotografia pubblicitaria. È stato presidente della Associazione Giapponese Fotografi Pubblicitari del Giappone (APA), e dell'Istituto Giapponese di Fotografia (Nihon Shashin Geijutsu Senmon Gakko). Il principale argomento trattato da Hideki Fujii è la grande bellezza visiva che nasce dalle immagini femminili. È famoso per le sue foto artistiche di donne meticolosamente dipinte sui loro corpi nudi, con utilizzo di grandi quantità di trucco, realizzate in collaborazione con Teruko Kobayashi, make-up artist giapponese. Le opere della serie F-Graphy si distinguono anche per l'uso di materiali non convenzionali come supporto di stampa della fotografia, come legno, marmo e carta giapponese. Infatti, con le sue sperimentazioni di materiali diversi dalla normale carta fotografica, Hideki Fujii ha contribuito allo sviluppo tecnico della art emulsion di Fuji Film. Successivamente, negli ultimi 8 anni lo stile F-Graphy, seguendo un nuovo corso, si è evoluto nel New F-Graphy, una fusione di fotografia e pittura realizzata in collaborazione con Sakae Takanokura, artista giapponese con cui Hideki Fujii ha creato tutte le opere del nuovo stile.

## Cariche ricoperte
- Presidente dell'Istituto Giapponese di Fotografia
- Presidente dell'Associazione Giapponese dei Fotografi Pubblicitari
- Membro dell'Associazione Giapponese Fotografi Pubblicitari del Giappone (APA)[3]
- Membro della Società Giapponese Fotografia

## Premi
- Giornale Spagnolo (Spanish News Paper): Premio d'Oro (1965)
- ADC (Art Directors Club): Premio d'Argento (1965)
- Concorso Pubblicitario sponsorizzato dal Giornale Asahi (Asahi News Paper), Giappone (1965)
- Festival Internazionale del manifesto cinematografico di Cannes: Premio Leone d'Argento (1973)
- New York Art Directors Club: Premio d'Argento (1985)
- Società Giapponese di Fotografia (Japan Society of Photography): Premio Miglior Fotografo dell'Anno (1985)
- Associazione Giapponese dei Fotografi Pubblicitari: Premio d'Oro (1986)

## Mostre principali
- 1974-Mostra alla Galleria Specton (Specton Gallery), Hanover /Germania
- 1975 -Mostra al Canon Photo Salon, Amsterdam/Olanda
- 1976 -Mostra collettiva con Helmut Newton, Newton's Gallery New York / Stati Uniti
- 1977 -Number of 51 Women Milano/Italia, Tokyo/Giappone, Antwerp/Belgio, Seattle, Portland/Stati Uniti
- 1978 -The Origin of Japanese Photograph and Now (L'Origine di Fotografia Giapponese ed Ora) Milano/Italia, Brussels/Belgio, Londra/Inghilterra, Hague/Olanda, Parigi/Francia
- 1980 -Japanese Women-The World of Hideki Fujii (Donne Giapponese–Il Mondo di Hideki Fujii) Nagoya/Giappone
- 1981 -KARADA KESHO (Makeup of Feminine Body) Nagoya/Giappone
- 1982 -KARADA KESHO Parigi(Francia) / New York(USA) / Tokyo(Giappone)
- 1984-L'image de Pastel Kodak Photo Salon Tokyo/Giappone
- 1987-SAI-Coloring (SAI-Colorazione) Taipei/Taiwan
- 1988-Best Pictures of Hideki Fujii (Fotografie Migliori di Hideki Fujii) Londra/Inghilterra
- The world of Hideki Fujii (Il Mondo di Hideki Fujii) Taipei, Kaohsiung/Taiwan
- The world of Hideki Fujii (Il Mondo di Hideki Fujii) Londra/ Inghilterra
- Fujii Graphy –Special Hand Made B&W Paper Montreal/Canada
- 1988 -Fujii Graphy Parigi/Francia
- 1993 -Water Nymphs-Shuuga (Ninfe d'Acqua) Osaka/Giappone
- 1997 -One flower & One Leaf (Un Fiore ed Una Foglia) Tokyo/Giappone
- 2000 -Monochrome-Hideki Fujii (Monocromo-Hideki Fujii) Sendai, Hiroshima, Aomori(Giappone)
- 2001-Smile and Help (Sorriso e Rimedio) Tokyo, Fukuoka, Maebashi(Giappone)

## Pubblicazioni (parziale)
- 1978-Collections of HIDEKI FUJII (Collezione di HIDEKI FUJII) Editore Genkosya, Tokyo Giappone
- 1980 -Singer-Aki Yoshihiro (cantante-Aki Yoshihiro) Editore Ftabasya, Tokyo Giappone
- 1981 -HIDEKI FUJII FOTOGRAFO Editore Selezione d'immagini, Milano Italia
- 1984 -KARADA KESHO Editore Nihon Art, Tokyo Giappone
- 1985-Hanaikusa-Photos of Hayami Noriko Editore Tokuma, Tokyo Giappone
- 1993-Syuuga-Photos of Mrs. Devi Scaruno Editore Sukorosya, Tokyo Giappone
- 1994-HIDEKI FUJII Photos of Actresses (HIDEKI FUJII -Fotografie di attrici) Editore Takeshobou, Tokyo Giappone
- 2002-Smile and Help (Sorriso e rimedio) Editore Bunkado, Tokyo Giappone

## Opere principali
- Fotografia Pubblicitaria TOYOTA, NIKON, ASAHIKASEI
- 1965 Fotografia Pubblicitaria MAX FACTOR JAPAN
- 1973 [Relatore invitato] Congresso dell'Unione Foto Europa - Vienna, Austria
- 1981 [Relatore invitato speciale] Convenzione Free Creative Photographic Designer - Amburgo, Germania
- 1989 [Membro di Giuria] The 27th International Photographing Taipei/Taiwan
- 1991 [Relatore] Congresso dell'Associazione Fotografi Pubblicitari di Indo (AIPA)
- 1992 [Relatore] Seminario Sicily Island Work Shop - Sicilia, Italia
- 1996 [Lettore invitato speciale] St. Lukas College - Belgio
- 2002 [Lettore invitato speciale] Fotografia Analogica e Digitale per la Pubblicità - Seoul, Korea